# Blyttia
Blyttia es un género de fanerógamas de la familia Apocynaceae. Contiene cuatro especies.

## Distribución y hábitat
Es originario de África Oriental, distribuyéndose por  Eritrea, Etiopía, Kenia, Somalía, Tanzania, Arabia Saudí y Yemen. Se encuentra en las zonas áridas, sobre la arena, rocas, llanuras de lava o colinas en alturas de 0-1,600 metros

## Descripción
Son arbustos (temporada seca), o enredaderas (temporada de lluvias), que alcanza los 30-80 cm de altura, con látex.  Brotes con corteza leñosa, glabros o aisladamente  pubescentes. Las hojas son opuestas o fasciculadas, sésiles o subsésiles;  herbáceas de 0.5-3.5 cm de largo, 0.1-1.5 cm de ancho, estrechamente oblongas a elípticas o aovadas, basalmente redondeadas o cuneadas, con el ápice obtuso o agudo.
Las inflorescencias extra-axilares, solitarias, más cortas o casi tan largas como las hojas adyacentes, con 1-5 (-12) flores, simples,  poco pedunculadas a subsésiles, pedúnculos escasamente pubescentes o glabros, pedicelos casi obsoletos. Las flores están dulcemente perfumadas. Tiene un número de cromosomas de: 2n= 22 (B. fruticulosum (Decne.) D.V.Field & J.R.I.Wood). 

## Taxonomía
El género fue descrito por George Arnott Walker Arnott y publicado en Magazine of Zoology and Botany 2: 420. 1838.

## Especies
| - Blyttia arabica Arn. - Blyttia fruticulosum (Decne.) D.V.Field - Blyttia lyellii Endl. - Blyttia spiralis (Forssk.) D.V.Field & J.R.I.Wood |